# Stuckism
Stuckism är en internationell konströrelse som bildades 1999 i Storbritannien av Billy Childish och Charles Thomson för att främja den figurativa konsten i motsättning till konceptkonsten. Stuckister finns i ett 80-tal länder och många ingår i lokala stuckistgrupper.
Stuckisterna har haft många utställningar både i och utanför Storbritannien. De har blivit kända för att kritisera Turnerpriset genom att bland annat klä ut sig till clowner utanför Tate Gallery i London.
Det första Stuckistmanifestet skrevs när gruppen grundades 1999 och dess mest omstridda påstående är "Konstnärer som inte målar är inte konstnärer". I ett andra manifest skrev de att stuckisterna siktade på att byta ut postmodernismen med remodernism.